# Stockum (Düsseldorf)
Stockum, Düsseldorf-Stockum — dzielnica miasta Düsseldorf w Niemczech, w okręgu administracyjnym 5, w kraju związkowym Nadrenia Północna-Westfalia, w rejencji Düsseldorf.  